# Dicrurus waldenii
Dicrurus waldenii là một loài chim trong họ Dicruridae.